# Opportunity (MER)

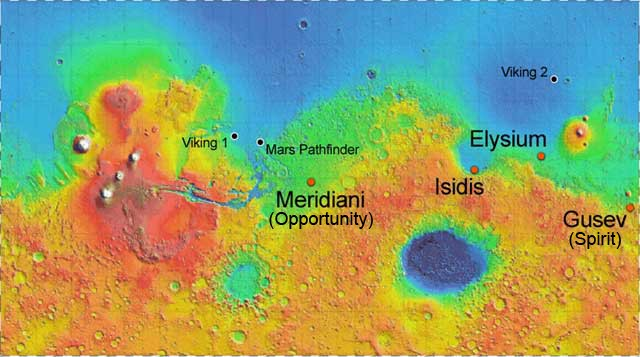
Locatie van de Opportunitylandingsplaats op Mars

De Opportunity, officiële benaming MER-B (Mars Exploration Rover - B), is een onbemand robotwagentje dat op 7 juli 2003 door NASA naar Mars werd gestuurd om wetenschappelijk onderzoek te verrichten. Hij landde op 25 januari 2004 in de Eaglekrater op de Meridiani Planum vlakte op Mars.
Tegelijk werd er een tweede Mars Exploration Rover naar Mars gestuurd, de Spirit, die drie weken eerder dan de Opportunity landde aan de andere kant van de planeet.
Het plan was dat de beide robotwagentjes een missie zouden uitvoeren van 90 sol, dus 90 Mars-dagen (ongeveer drie maanden). De Opportunity bleef echter tot juni 2018 actief, meer dan 14 jaar. Na de martiaanse stofstorm van 2018 werd het contact niet hersteld. In februari 2019 werd Opportunity opgegeven .
Hoogtepunten van de missie zijn de voltooiing van de 90 sol, de ontdekking van de eerste meteoriet op een andere planeet (de Meridiani Planum meteoriet), het meer dan twee jaar bestuderen van de krater Victoria en het bereiken en bestuderen van de Endeavourkrater. In juli 2014 had de Opportunity ruim 40 kilometer gereden, de langste afstand die ooit door een voertuig op een andere planeet is afgelegd. In juli 2016 was dat reeds 43,05 km.
Het Mars Exploration Rover project is een onderdeel van NASA's Mars Exploration Program (Onderzoeksprogramma Mars). Het Mars Exploration Rover project wordt voor NASA beheerd door het Jet Propulsion Laboratory van het California Institute of Technology.

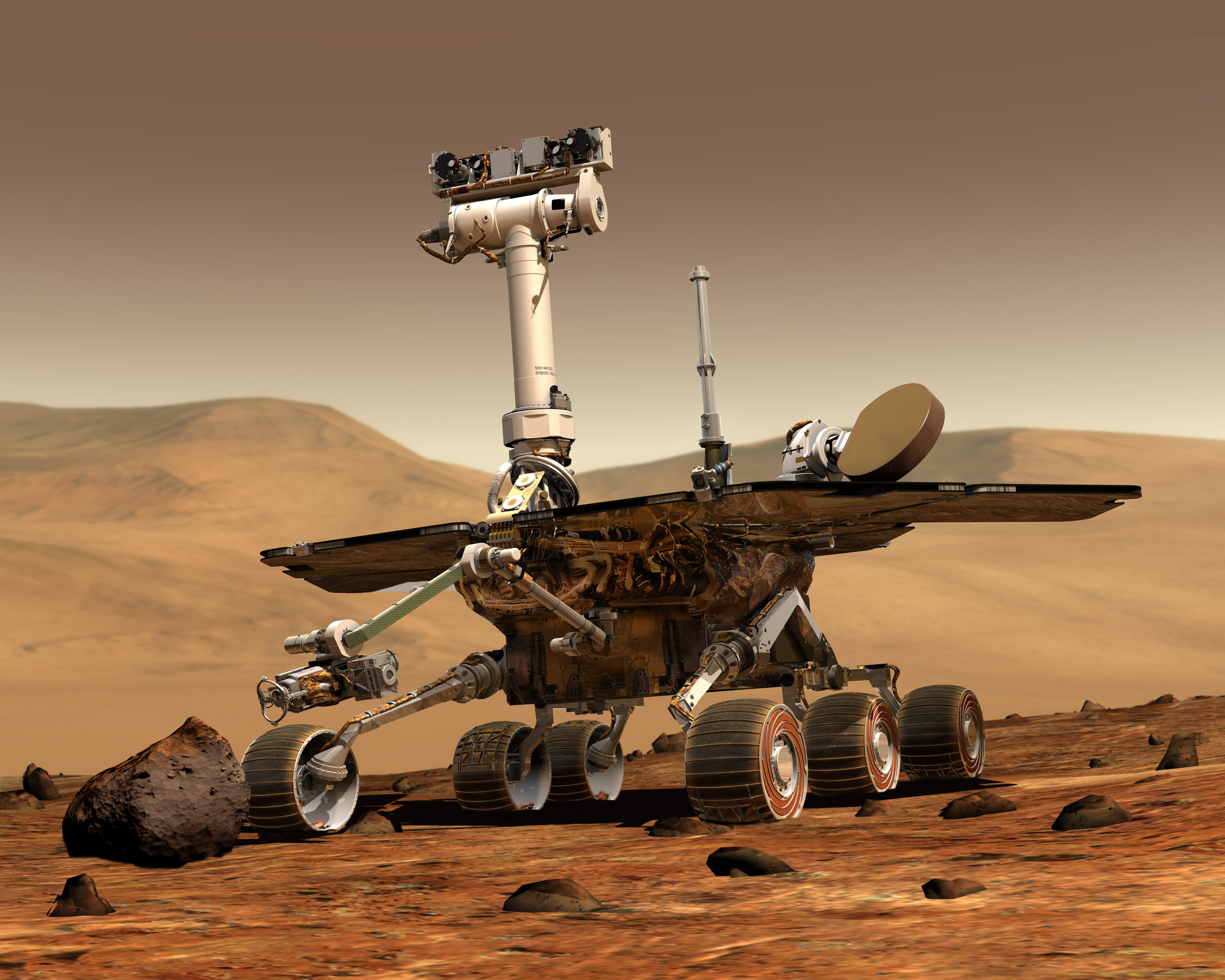
Computerillustratie van de Mars Exploration Rover op Mars

## Doelstellingen
Het voornaamste doel is het zoeken naar bewijs dat er water op Mars aanwezig is of aanwezig is geweest. De aanwezigheid van water is een van de belangrijkste voorwaarden voor het ontstaan van leven. De robotwagentjes zullen echter niet zoeken naar aanwijzingen van eventuele aanwezigheid van (voormalig) leven.

## Ontwerp en bouw

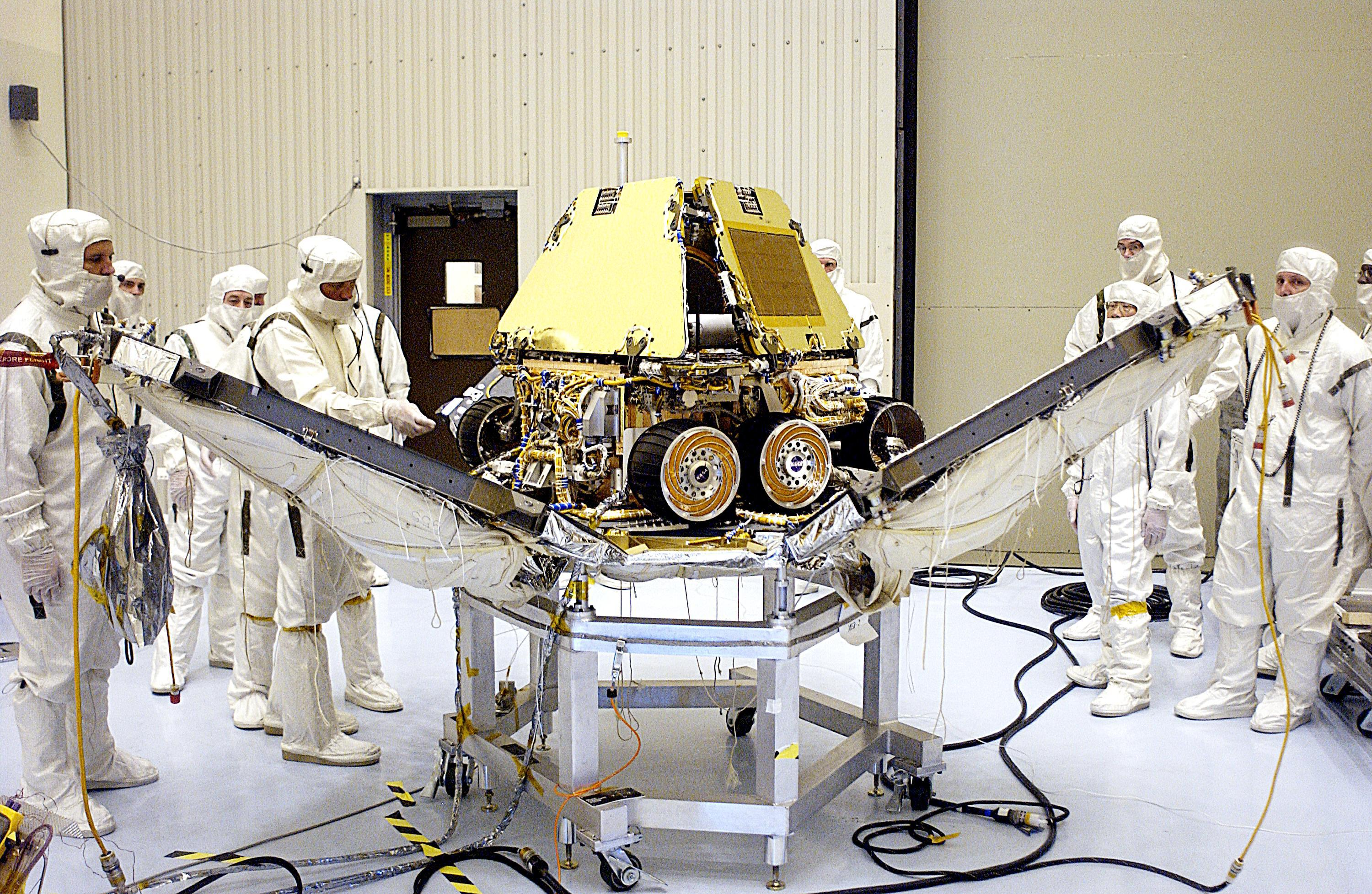
De Opportunity wordt op aarde getest voor vertrek (april 2003)

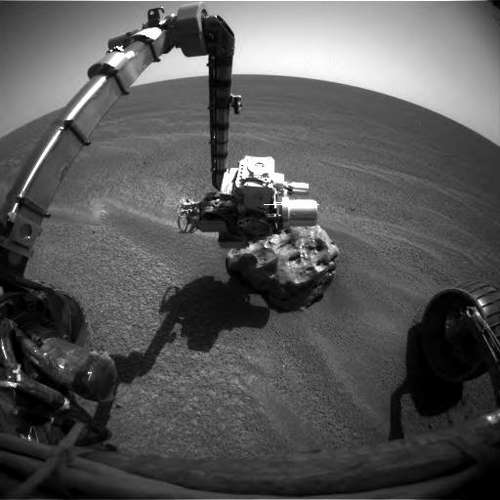
De Opportunity gebruikt zijn arm om de meteoriet Meridiani Planum te onderzoeken (begin 2005)

De Opportunity is, evenals de Spirit, een robotwagentje met zes wielen, dat wordt aangedreven door zonne-energie. Hij is 1,5 meter hoog, 2,3 meter breed en 1,6 meter lang en heeft een massa van 180 kilogram. Door een speciaal wielophangingsysteem kan hij over zeer ruw terrein rijden. De wielen hebben elk hun eigen motor en kunnen onafhankelijk van elkaar draaien en bewegen. Het voertuig kan zowel aan de voor- als achterzijde worden bestuurd en kan hellingen nemen van 30 graden. De maximumsnelheid is 50 millimeter per seconde, de gemiddelde snelheid bedraagt echter ongeveer een vijfde hiervan.
De MER's verkrijgen hun energie door middel van zonnepanelen. Deze leveren ongeveer 140 watt voor maximaal vier uur per sol (Marsdag) en oplaadbare batterijen slaan energie op voor de nacht. Het robotwagentje kan functioneren tussen −40 °C tot +40 °C. Ingebouwde verwarmingselementen houden het wagentje op temperatuur.
De Mars Exploration Rover beschikt over onder meer de volgende apparatuur: een panoramische camera, een navigatiecamera en een infrarode spectrometer (om de samenstelling van gesteenten op afstand te bepalen).
De arm van de MER bevat de volgende instrumenten: een microscoop met camera, verschillende spectrometers (voor het analyseren van gesteenten en bodemsoorten), magneten (voor het verzamelen van magnetische stofdeeltjes) en een "RAT" (Rock Abrasion Tool, een apparaat voor het afschuren van stenen).
De MER verstuurt foto's en onderzoeksgegevens naar aarde. De MER's beschikken over twee soorten antennes (een rondstraalantenne en een stuurbare gerichte antenne) die in direct contact met de aarde staan. Daarnaast kan de communicatie met de Aarde verlopen via de 2001 Mars Odyssey, een kunstmatige satelliet die sinds 24 oktober 2001 in een baan om Mars draait en via de ruimtesonde Mars Global Surveyor die tot 2006 om Mars draaide.

## De naam
De namen van de Mars Exploration Rovers Spirit en Opportunity werden gekozen op basis van een opstelwedstrijd voor scholieren die door NASA gesponsord werd.
De wedstrijd werd gewonnen door de uit Rusland afkomstige Sofi Collins (9 jaar oud), die schreef dat in Amerika al haar dromen uitkwamen. Ze sloot af met "Thank you for the Spirit and the Opportunity" (Dank voor de levenskracht/mentaliteit en de gelegenheid/mogelijkheid/kans).
Daarvoor werden de Mars Exploration Rovers simpelweg aangeduid met MER-1 en MER-2.

## De missie

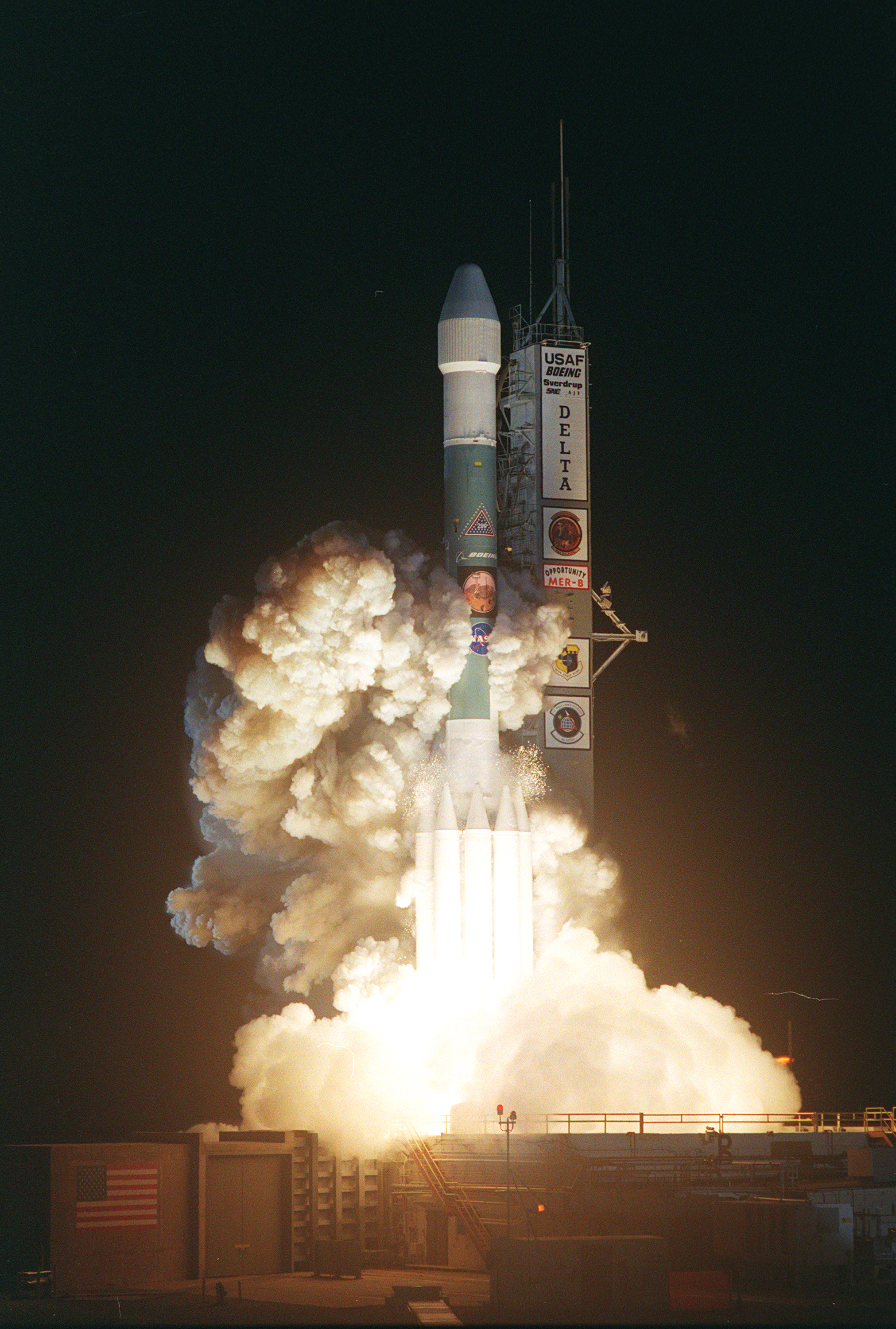
Delta II-Heavy-raket wordt gelanceerd vanaf CCAFS SLC-17B met de MER-B aan boord (2003).

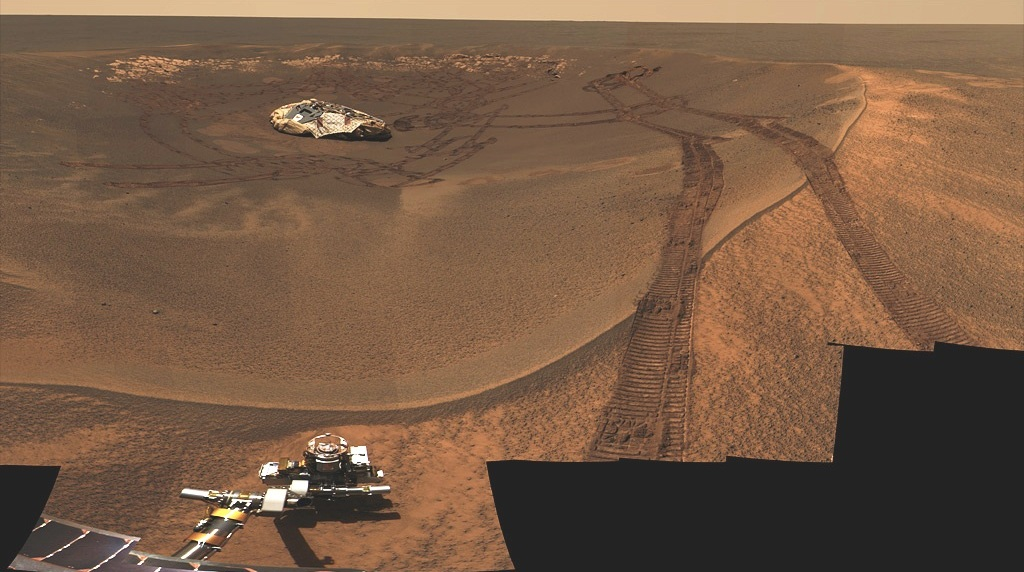
Foto van de Eaglekrater op Mars met de Opportunity-lander en het spoor van de Opportunity (2004)

De eigenlijke missie op het oppervlak van Mars zou volgens plan 90 sols (Marsdagen) duren, ongeveer 3 maanden. Na die tijd zou stof de zonnepanelen geheel bedekken, waardoor de energievoorziening te laag zou worden. De wind blies echter met enige regelmaat het stof weer van de zonnepanelen af. Het robotwagentje bleef hierdoor functioneren, waardoor de missie verschillende keren werd verlengd. Uiteindelijk was de Opportunity 14 jaar lang actief op Mars.

### Landing in de Eaglekrater
De landingsplaats van de Opportunity was Meridiani Planum, een gebied dat misschien in het verleden bezaaid was met heetwaterbronnen. De Opportunity landde op 25 januari 2004 (05:05 UTC, MSD 46236 14:35 AMT, 18 Scorpius 209 volgens de Darische kalender), ongeveer 25 kilometer van de beoogde landingsplaats, toevallig in een inslagkrater midden in het vlakke landschap. Wetenschappers waren zo verheugd over deze onverwacht gunstige landingsplek, dat ze het beschreven als een "hole in one". Deze krater werd de Eaglekrater genoemd, onder meer als eerbetoon aan de eerste bemande landing op de maan.
Meteen na de landing onderzocht de Opportunity met succes bodem en stenen rond de landingsplek en nam panoramafoto's van de omgeving. Op basis van deze eerste monsters stelden de wetenschappers van NASA een hypothese op over ijzeroxide, hematiet en de aanwezigheid van water op de oppervlakte van Mars in het verleden. Bij nader onderzoek werd vastgesteld dat de vlakte Meridiani Planum ooit de bodem van een zee moet zijn geweest.

### Endurancekrater en Erebuskrater

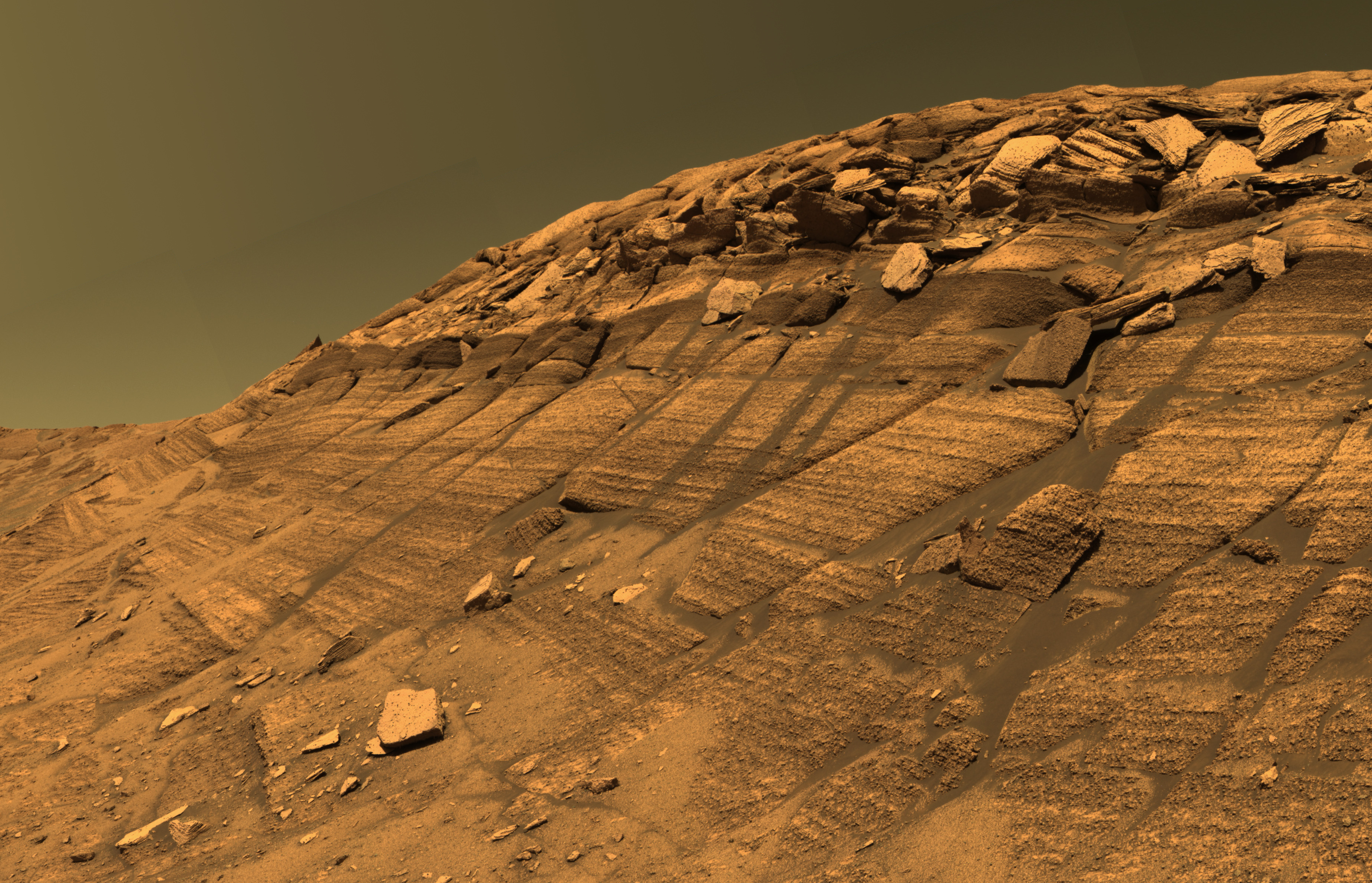
Endurancekrater.

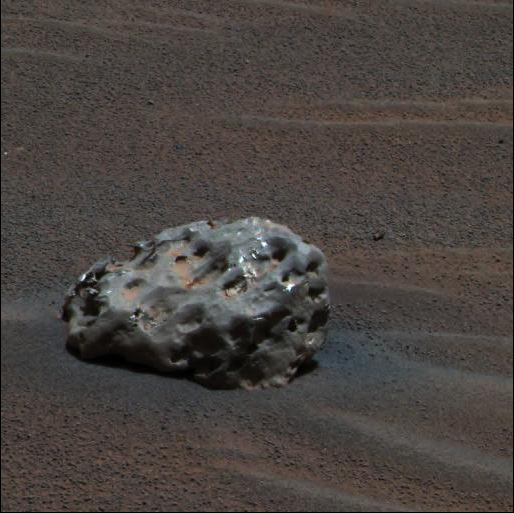
De meteoriet Meridiani Planum of informeel de Heat Shield Rock (Hitteschildmeteoriet)

Hierna werd het robotwagentje naar een andere krater gestuurd, de Endurancekrater. De wetenschappers besloten het karretje in de krater te laten rijden, al was op dat moment niet zeker of hij daar weer uit zou kunnen komen. Hij deed daar onderzoek van juni tot december 2004. Vervolgens onderzocht Opportunity de inslagplaats van zijn eigen hitteschild en vond daar een intacte meteoriet, de "Heat Shield Rock" of de Meridiani Planum. Dit was de eerste meteoriet die ooit op een andere planeet was gevonden.
Van eind april tot begin juni 2005 zat het karretje vast in een zandduin van ongeveer 30 centimeter hoog, waarbij verschillende wielen in het zand waren ingegraven. De zandduin werd "Vagevuurduin" genoemd door de missieleiders. Zes weken lang werden op aarde proeven gedaan om te achterhalen hoe hij het best kon manoeuvreren om los te komen, zonder het risico dat het waardevolle voertuig voorgoed vast zou komen te zitten. Uiteindelijk kwam hij weer op vaste grond en kon hij zijn weg vervolgen.
Tussen oktober 2005 en maart 2006 werd Opportunity in zuidelijke richting gestuurd, naar de Erebuskrater, een grote, ondiepe krater. In november 2005 werden de zonnepanelen schoongeblazen door de wind, waardoor de energievoorziening op 80% van de maximale capaciteit kwam (720 watt). Daarna had hij een tijdlang verschillende problemen met zijn robotarm, onder meer met de motor ervan en het verwarmingselement in de "schouder" van de robotarm.

### Victoriakrater en Endeavourkrater
Eind september 2006 bereikte het wagentje de Victoriakrater, een grote inslagkrater op ongeveer 7 kilometer van de landingsplaats. Hij ondernam een verkenningstocht langs de rand. In juni 2007 voltooide Opportunity zijn rondgang rond de kraterrand en kwam hij weer op zijn beginpunt uit.
Begin 2007 werden de zonnepanelen weer een aantal keer schoongeblazen. In juni begon een periode van zware stofstormen (Mars kent een zesjarige stormcyclus) en zowel Opportunity als Spirit liepen het gevaar dat hun systemen zouden uitvallen door gebrek aan energie. Het stof hield zo'n 99 procent van het zonlicht tegen. De batterijen dreigden leeg te raken, waardoor belangrijke elementen uit konden vallen door de intense kou. De communicatie werd verminderd tot slechts eens in de drie dagen en de Opportunity bleef grotendeels in de slaapstand. Vanaf augustus begonnen de batterijen weer op te laden. In september 2007 ging hij de Victoriakrater in.
In januari 2007, 3 jaar na hun landing, kregen beide Mars Exploration Rovers nieuwe software. De robotwagens konden hiermee beslissen of ze een foto wel of niet zouden opsturen en of ze hun robotarm wel of niet zouden gebruiken bij het onderzoeken van stenen. Dit spaarde veel tijd voor de onderzoekers.
In augustus 2008 verliet hij na twee jaar onderzoek de Victoriakrater. Opportunity ging nu op weg naar de veel grotere  Endeavourkrater. Deze ligt 12 kilometer ten zuidoosten van de Victoriakrater en heeft een diameter van 22 kilometer. De wetenschappers schatten dat hij deze afstand in twee jaar zou kunnen afleggen. Door een langere omweg, in verband met gevaarlijke zandduinen, werd de daadwerkelijk af te leggen afstand 19 kilometer.

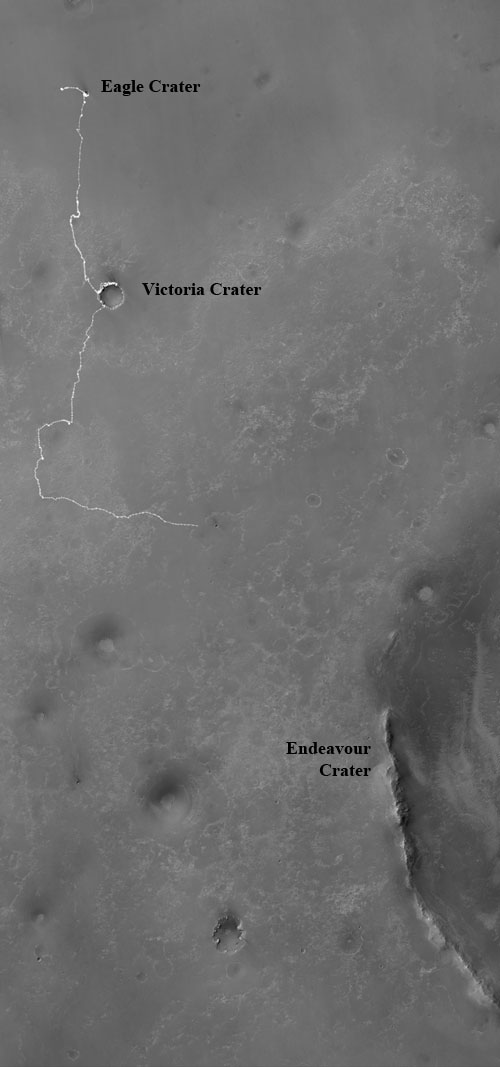
Plattegrond van de afgelegde route door de Opportunity (tot en met 8 december 2010; sol 2442)

Op 19 mei 2010 duurde de missie van Opportunity 2246 sols (ruim zes jaar), waarmee het de langste missie op het Marsoppervlak in de geschiedenis was. Hij verbrak het oude record van Viking 1 dat 2245 sols besloeg.
Drie jaar na het vertrek van de Victoriakrater, in augustus 2011 bereikte Opportunity de Endeavourkrater. Er zijn geen plannen om deze krater in te rijden, omdat de bodem sterkt lijkt op die van eerdere kraters. Aan de rand zijn echter stenen te vinden die ouder zijn dan alle tot nu toe gevonden stenen. De kleimineralen aan de rand zouden gevormd kunnen zijn door de aanwezigheid van water. Om dit te onderzoeken zal Opportunity vooralsnog langs de rand van de Endeavourkrater rijden.
De totale afstand van de afgelegde weg (odometrie) was op 16 mei 2013 35,76 km, waarmee het record voor de grootste afstand ooit door NASA op een ander hemellichaam dan de aarde, werd verbroken. Het oude record was veertig jaar lang in handen van de Apollo 17 maanwagen die in 1972 35,744 km op de maan rondreed. Uiteindelijk had de Opportunity meer dan 45 km afgelegd.

### Stofstorm van 2018: einde missie
In de zomer van 2018 ging het contact met Opportunity verloren tijdens een  stofstorm die de hele planeet omvatte en die weken duurde. De accu’s raakten vrijwel leeg doordat zonnepanelen in die storm de accu’s niet meer konden opladen waarna de rover in slaapstand ging. Na het gaan liggen van de storm hoopte men dat er weer zonlicht op de zonnepanelen zou vallen en de accu’s zouden worden opgeladen. Er werd vanaf september 2018 geprobeerd weer contact met de rover te krijgen. NASA probeerde in eerste instantie 45 dagen lang uitgebreid contact met Opportunity te krijgen, wat niet is gelukt. Vermoedelijk is Opportunity door de kou buiten werking geraakt. Op 29 oktober maakte NASA bekend in elk geval tot januari 2019 door te gaan met het luisteren naar eventuele signalen van Opportunity. Men hoopte dat doordat de wind in het gebied waar de rover zich bevindt zou aantrekken en het stof van de zonnepanelen blaast waardoor de accu’s weer hadden kunnen opladen. Op 12 februari 2019 werd voor de laatste maal een signaal verstuurd in de hoop dat Opportunity dit zou ontvangen. Er kwam echter geen signaal terug. Daarop werd de missie beëindigd.

## Wetenschappelijke ontdekkingen
De Opportunity heeft voldaan aan de belangrijkste doelstelling van de missie: het zoeken naar en typeren van de verschillende soorten gesteenten en grondsoorten, die aanwijzingen kunnen bevatten voor de aanwezigheid van water op Mars in het verleden. Zijn onderzoek heeft een aantal belangrijke bewijzen geleverd voor de hypothese van water op Mars. Hiernaast heeft de Opportunity sterrenkundige waarnemingen gedaan en atmosferische metingen geleverd.

### Andere missies in NASA's Mars Exploration Program
- Vikingprogramma
- Mars Pathfinder en Sojourner
- Mars Science Laboratory de Curiosity

### Ruimtevaart naar Mars
- Ruimtevaart naar Mars
- Lijst van ruimtevluchten naar Mars